# Donald Geisler
Donald David Geisler (Ángeles, 6 de octubre de 1978) es un deportista filipino que compitió en taekwondo. Ganó una medalla en los Juegos Asiáticos de 1998 y dos medallas en el Campeonato Asiático de Taekwondo, en los años 2000 y 2002.

## Palmarés internacional
| Juegos Asiáticos    | Juegos Asiáticos    | Juegos Asiáticos  | Juegos Asiáticos |
| Año                 | Lugar               | Medalla           | Categoría        |
| ------------------- | ------------------- | ----------------- | ---------------- |
| 1998                | Bangkok (Tailandia) | Medalla de plata  | –64 kg           |
| Campeonato Asiático |                     |                   |                  |
| Año                 | Lugar               | Medalla           | Categoría        |
| 2000                | Hong Kong (China)   | Medalla de plata  | –78 kg           |
| 2002                | Amán (Jordania)     | Medalla de bronce | –78 kg           |